# Long Black Train
Long Black Train è il primo album in studio del cantante di musica country statunitense Josh Turner, pubblicato nel 2003.

## Tracce
1. Long Black Train – 4:10
2. In My Dreams – 3:34
3. What It Ain't – 3:27
4. I Had One One Time – 3:16
5. Jacksonville – 3:56
6. Backwoods Boy – 3:41
7. Unburn All Our Bridges – 3:19
8. You Don't Mess Around with Jim – 3:18
9. She'll Go on You – 4:03
10. Good Woman Bad – 3:00
11. The Difference Between a Woman and a Man – 3:43